# جيوفاني فيريرو
جيوفاني فيريرو (بالإيطالية: Giovanni Ferrero)‏ هو شخصية أعمال ورائد أعمال إيطالي، ولد في 2 أبريل 1964 في فاريليانو في إيطاليا.